# 滿逸
滿逸（英語：Mun Yat，代號：T02，前稱：逸東、逸東邨南），是香港離島區議會屬下的選區，2003年設立，2019採用現名，2023年取消，末任區議員為獨立民主派人士郭平。

## 範圍
選區位於東涌新市鎮西部，包括滿東邨及逸東（一）邨（康逸樓及清逸樓除外），名稱亦由兩邨各取一字而成，與其相連的選區有大嶼山和逸東邨北選區，投票站亦設有兩個，分別是逸東邨內的東涌天主教學校及滿東邨附近的港青基信書院。

## 沿革
逸東（一）邨於2001年入伙，而本區前身逸東選區於2003年區議會選舉成立，當時由民主建港聯盟的老廣成與民主黨的郭平爭奪，最後老廣成以1,959票打敗郭平的1,337票。
2007年區議會選舉，配合2005年逸東（二）邨落成，導致大量人口遷入，逸東選區分成分為南北兩個選區，逸東邨南是以原有的逸東（一）邨（除康逸樓）組成，逸東邨南人口估算約19,345人，其中有4,188位選民，老廣成尋求連任，上屆參選的郭平則轉戰新成立的逸東邨北選區參選。泛民主派改由公民黨派出註冊社工李樹賢，但以社民連名義及澳門民主自由人權法治促進會會長程樂蓀具名支持的徐正權亦在該區出戰，形成民建聯對兩個民主派的混戰局面，亦是當時公民黨及社民連其中一個「撞區」的選區，結果老廣成以1,850票打敗李樹賢的887票，徐正權的133票。
2011年區議會選舉，當時人口估算約17,712人，其中有8,989位選民，徐正權繼續參選，與連任的老廣成爭奪議席，最終老廣成第二次打敗徐正權。
2015年區議會選舉，康逸樓由逸東邨北劃回逸東邨南選區，當時人口估算約20,124人，其中有10,917位選民，郭平由過去兩屆參選落敗的逸東邨北回到逸東邨南參選，相隔12年後再次挑戰爭取第3次連任的老廣成，最終出乎意料，郭平以2,469票擊敗取得2,001票的老廣成，報回12年前敗選之仇之餘，亦令民主黨首次在離島區議會取得議席，郭氏於2017年7月退出民主黨。
2019年區議會選舉，因應滿東邨入伙，而逸東邨南選區吸收滿東邨後人口過多，逸東（一）邨清逸樓、康逸樓劃入逸東邨北選區，本區亦改名為滿逸以反映有關改動。郭平爭取連任，遇上工聯會及民建聯聯合提名的王俊傑挑戰，在投票人數及投票率均大幅提升下，郭平以超過三千票之差大比數擊敗王俊傑成功連任，郭平亦成為本屆選舉在離島區得票最高的候選人。

## 歷屆議員
| 選區名稱 | 屆別           | 議員   | 政治聯繫 | 政治聯繫        |
| -------- | -------------- | ------ | -------- | --------------- |
| 逸東     | 2004年－2007年 | 老廣成 |          | 民建聯          |
| 逸東邨南 | 2008年－2011年 | 老廣成 |          | 民建聯          |
| 逸東邨南 | 2012年－2015年 | 老廣成 |          | 民建聯          |
| 逸東邨南 | 2016年－2019年 | 郭平   |          | 民主黨 → 無黨籍 |
| 滿逸     | 2020年－2023年 | 郭平   | 無黨籍   |                 |

## 歷屆選舉結果
| 政党   | 政党           | 候选人    | 票数  | %     | ±      |
| ------ | -------------- | --------- | ----- | ----- | ------ |
|        | 工聯會/ 民建聯 | ①. 王俊傑 | 2,872 | 32.38 | N/A    |
|        | 獨立           | ②. 郭平   | 5,997 | 67.62 | +12.38 |
| 多数票 | 多数票         | 多数票    | 3,125 | 35.24 | +24.78 |

| 政党   | 政党   | 候选人    | 票数  | %     | ±      |
| ------ | ------ | --------- | ----- | ----- | ------ |
|        | 民建聯 | ①. 老廣成 | 2,001 | 44.77 | -28.06 |
|        | 民主黨 | ②. 郭平   | 2,469 | 55.23 | N/A    |
| 多数票 | 多数票 | 多数票    | 468   | 10.46 | -35.19 |

| 政党   | 政党   | 候选人    | 票数  | %     | ±      |
| ------ | ------ | --------- | ----- | ----- | ------ |
|        | 民建聯 | ①. 老廣成 | 2,192 | 72.82 | +8.36  |
|        | 无党籍 | ②. 徐正權 | 818   | 27.18 | +22.54 |
| 多数票 | 多数票 | 多数票    | 1,374 | 45.65 | +12.1  |

| 政党   | 政党   | 候选人    | 票数  | %     | ±      |
| ------ | ------ | --------- | ----- | ----- | ------ |
|        | 民建聯 | ①. 老廣成 | 1,850 | 64.46 | +5.02  |
|        | 社民連 | ②. 徐正權 | 133   | 4.63  | N/A    |
|        | 公民黨 | ③. 李樹賢 | 887   | 30.91 | N/A    |
| 多数票 | 多数票 | 多数票    | 963   | 33.55 | +14.68 |

| 政党   | 政党   | 候选人    | 票数  | %     | ±      |
| ------ | ------ | --------- | ----- | ----- | ------ |
|        | 民建聯 | ①. 老廣成 | 1,959 | 59.44 | 新選區 |
|        | 民主黨 | ②. 郭平   | 1,337 | 40.56 | 新選區 |
| 多数票 | 多数票 | 多数票    | 622   | 18.87 | 新選區 |